# Dinko Trinajstić
Dinko Trinajstić (Vrbnik, 9. listopada 1858. – Crikvenica, 27. veljače 1939.), bio je hrvatski političar iz Vrbnika na otoku Krku i preporoditelj istarskih Hrvata. Po struci bio je pravnik, a po obrazovanju doktor pravnih znanosti. Radio je kao odvjetnik u Buzetu.

## Životopis
Dinko Trinajstić rođen je u Vrbniku 1858. godine.

### Austro-ugarsko razdoblje
10. siječnja 1884. godine održana je osnivačka sjednica Hrvatsko-slovenskoga kluba Istarskoga sabora, koji je trebao usklađivati politički rad hrvatskih i slovenskih zastupnika, u nazočnosti zastupnika Augusta Jenka, Antuna Križanca, Vinka Zamlića, Matka Laginje i Vjekoslava Spinčića. Vinko Zamlić bio je izabran za predsjednika, a August Jenko za tajnika. Ujedno je to i godina nastanka HSNS-a, u čijem su organizacijskom oblikovanju, uz već spomenute političare, sudjelovali i hrvatski zastupnici D. Vitezić, Matko Mandić te Matko i Dinko Trinajstić. 
Zadnja desetljeća 19. stoljeća podižu bitnost grada Pazina, zbog čega hrvatski, talijanaški i talijanski pokret svoje središte prebacuju u taj gradić. Tome je pridonijela činjenica da koju su sve strane shvatile, da tko pobijedi na središnjem dijelu Istre, koji je bio uglavnom naseljen Hrvatima, vrlo će vjerojatno pobijediti u cijeloj pokrajini. Stoga su usredotočili svoje političke i gospodarske resurse prema Pazinu, pa su i same vlasti 1880-ih onamo namjeravale preseliti sjedište Istarskoga sabora iz Poreča. Okolnosti su bile takve da je markgrofovija Istra bila izrazito nepismena, izuzevši Krk i Kastavštinu, sve kao posljedica dotadašnje talijanaško-talijanske politike. Tako nepismeni predjeli nisu ni mogli dati kvalitetnih kadrova koji bi vodili nacionalni preporod, stoga se poslalo preporoditelje iz pismenijih dijelova markgrofovije, s Kastavštine i s Krka. Borba je bila vrlo teška - primjerice, pazinski načelnik Ante Dukić iz Kastavštine je umro zbog iscrpljenosti. Na njegovo je mjesto došao Dinko Trinajstić, koji je udovoljio uvjetima za kandidata: iznimno jako zdravlje i natprosječna fizička snaga. Trinajstić je energično vladao, prekinuvši praksu ponizna nastupa pred zelenašima, a mahom su bili iz talijanaško-talijanske koja je do tada vladala. U tome su pravcu utemeljene podružnice narodnjačke Istarske posujilnice radi uništavanja posla zelenašima. Time zelenaši i talijanaši više nisu mogli za sušnih godina manipulirati siromašnim pazinskim težacima, mahom Hrvatima. Hrvatski je književnik Vladimir Nazor koji je tih godina službovao u pazinskoj gimnaziji, opisao je grad Pazin iz vremena Trinajstićeva načelnikovanja Pazinom kao "srcem srca Istre". Trinajstić je tako dobro vodio općinu da je na svoju stranu privukao one koji su do tada bili neodlučni ili ovisni. Stvorivši takvu većinu, načelnik koji je došao iza njega, Šime Kurelić iz Pićna imao je tako veliku bazu da je bio načelnikom dva desetljeća sve dok Italija nije 1918. okupirala taj kraj, a Kurelića zatočila.
Postao je zamjenikom blagajnika Družbe sv. Ćirila i Metoda za Istru na osnivačkoj skupštini 4. travnja 1894. godine.
Za njegova mandata na čelu predsjednika općine, 27. je kolovoza 1895. godine na Trinajstićev prijedlog zastupstvo Mjesne općine na redovnoj sjednici proširilo zahtjev za utemeljenje gimnazije. Dodali su zahtjev da se u Pazinu ustroji i "hrvatsko muško i žensko učiteljište". 1898. je godine bio dijelom izaslanstva koje je išlo na prijam kod austrijskog cara predati mu taj zahtjev. U sastavu izaslanstva su još bili Antun Bertoša, Josip Grašić i Vjekoslav Spinčić. Prijedlog je prihvaćen, jer je ušao u proračun za 1899. godinu, što je izazvalo bijes i prosvjede Talijana i talijanaša koji su tragikomično poricali slavenstvo Istre, iako su sami bili većinom hrvatskih prezimena.
1902. godine izabran je za potpredsjednika (predsjednik Vjekoslav Spinčić, tajnik dr. Ðuro Červar, blagajnik dr. Šime Kurelić) Političkog društva za Hrvate i Slovence u Istri u dogovoru s vodstvom društva Edinost, a da bi Hrvatsko-slovenska narodna stranka bila djelotvornija u selima. Uspjeh je bio velik, jer je prevladana kriza hrvatskog pokreta, a eliminirana je marginalna pojava, autonomaštvo Ivana Krstića, koji je načelno bio za liberalizam i autonomaštvo Istre (govorio je o "slavskom Istraninu a ne Hrvatu"), a zapravo su ga financirali iz Talijanske liberalne stranke.

### Prvi svjetski rat i poraće
Veljače 1915. godine prvaci tršćanske Edinosti opunomoćuju Trumbića i Frana Supila i Jugoslavenski odbor zastupati misao o ujedinjenju Istre, Trsta i Slovenskog primorja s ostalim hrvatskim i slovenskim krajevima. Idućeg mjeseca su se u Rijeci sastali hrvatski i slovenski svećenici. Prihvatili su memorandum koji se poslalo papi. Memorandum je sadržavao misao da hrvatske i slovenske zemlje trebaju ostati zajedno bez obzira na ikakvu političku kombinatoriku; ako ne u okviru Austro-Ugarske, onda neka budu skupa u nekoj jugoslavenskoj državi. Vrijeme je došlo djelovati Trinajstiću. Ante Trumbić je istaknuo "da bi se dvojica trojica istaknutih lica preselila iz domovine u Rim. To da je za njega od neizmjerne važnosti, on da potrebuje »u prvom redu raprezentanata naroda, ljudi, opremljenih auktoritetom, koji proističe iz njihova predratnog rada na narodnom polju i koji će glavom moći da uvjere Antantu, da rad emigracije nije individualno djelo, nego izraz volje cjelokupnoga naroda«."
To se i dogovorilo travnja 1915. godine. Nakon što se na tajnom sastanku predstavnika hrvatskih i slovenskih stranaka svi izjasnili za ujedinjenje Slovenaca, Hrvata i Srba Austro-Ugarske sa Srbijom i nakon što su se svi izjasnili da neće nikada pristati da Istra i slovensko primorje pripadnu Italiji, na drugom sastanku se je odlučilo da se pošalje u emigraciju jednog hrvatskog i slovenskog predstavnika. Odlučeno je neka to budu Dinko Trinajstić potpredsjednik Političkog društva za Hrvate i Slovence Istre i zastupnik tršćanskih Slovenaca, Gustav Gregorin, a radi sudjelovanja u radu Jugoslavenskog odbora. Potom im se pridružio još jedan istarski Hrvat, publicist i književnik Milan Marjanović. Trinajstić je u emigraciji doista i ostvario značajan rad.
Bio je iz skupine najvažnijih političara iz austro-ugarske markgrofovije Istre u narodnom predstavničkom vijeću a koji su zastupali ujedinjenje Istre i Dalmacije u Državu SHS: Ivan Doščić, Matko Laginja, Vjekoslav Spinčić i Dinko Trinajstić.

### Nakon Prvog svjetskog rata
Nakon prvog svjetskog rata radio je kao knjižničar u knjižnici obitelji Vitezić u Vrbniku. Radno je mjesto čuvara biblioteke dobio odlukom biskupskog ordinarijata u Krku od 6. svibnja 1925. godine.
Umro je u Crikvenici, 27. veljače 1939. godine. Pokopan je 1. ožujka 1939. godine u rodnom Vrbniku.